# Zsombor
Zsombor ist ein ungarischer männlicher Vorname. Er bedeutet so viel wie „Der Göttliche“ oder „Der Erhabene“.

## Namensvariationen
Weitere Varianten des Namens sind Zombor und Sombor.

## Namensträger

### Vorname
- Zsombor Antal (* 1985), rumänischer Eishockeyspieler
- Zsombor Molnár (* 1993), rumänischer Eishockeyspieler
- Zsombor Piros (* 1999), ungarischer Tennisspieler

### Familienname
- Nathan Zsombor-Murray (* 2003), kanadischer Wasserspringer